# 15611 Leejoonyoung
15611 Leejoonyoung eller 2000 GD127 är en asteroid i huvudbältet som upptäcktes den 7 april 2000 av LINEAR i Socorro County, New Mexico. Den är uppkallad efter Lee Joonyoung.
Asteroiden har en diameter på ungefär 11 kilometer.